# Alexandre-Paul-Marie Chabanon
Alexandre-Paul-Marie Chabanon (Antrenas, 7 luglio 1873 – Marsiglia, 4 giugno 1936) è stato un vescovo cattolico e missionario francese.

## Biografia
Alexandre-Paul-Marie Chabanon nacque il 7 luglio 1873 ad Antrenas nella Lozère in Occitania, secondogenito di una famiglia cattolica, in cui anche il fratello minore e un nipote figlio della sorella maggiore divennero preti.
Nel 1884 entrò nel seminario minore a Marvejols e nel 1891 entrò al seminario di Mende. Nel 1893 passò infine al seminario delle missioni estere.

### Ministero sacerdotale
Terminati gli studi fu ordinato diacono il 29 febbraio 1896 e prete il 28 giugno successivo in entrambe le occasioni dal vescovo Félix Jourdan de la Passardière. Il 26 agosto dello stesso anno fu inviato in Vietnam. Giunto a destinazione, fu nominato vicario parrocchiale della parrocchia di Cổ Vưu dove iniziò lo studio del vietnamita e degli usi e costumi locali. Nel 1899 fu nominato professore di filosofia per il seminario maggiore fino al 1905 quando fu nominato parroco per la parrocchia di Tam Toà e superiore del distretto di Quảng Bình. Nel 1908 fu nominato parroco di Di Loan e superiore di Đất Đỏ. Durante la sua opera missionaria si adoperò principalmente nel catechismo per i bambini e della cura spirituale delle monache della provincia affinché potessero aiutare i missionari. Nel 1918 fu nominato superiore del seminario maggiore di Huê e professore di teologia morale e diritto canonico.

### Ministero episcopale
Il 3 luglio 1930 papa Pio XI lo nominò vicario apostolico coadiutore di Huê, assegnandogli la sede titolare di Bitilio. Ricevette l'ordinazione episcopale il 28 ottobre successivo per imposizione delle mani dell'arcivescovo Victor Colomban Dreyer. Succedette al governo della diocesi il 20 giugno 1931. Negli anni del suo ministero, patrocinò la fondazione del nuovo monastero cistercense di Phước Sơn, avvenuta il 21 marzo 1935. Fu anche il fondatore della scuola Thiên Hựu, un istituto cattolico per la formazione secondaria degli studenti. Negli anni tuttavia la sua salute peggiorò rapidamente eppure non mancò mai di essere presente per la comunità, lasciando nella memoria collettiva il ricordo di un uomo gentile, interessato ai problemi della gente, riflessivo e lungimirante.
Resse il vicariato per cinque anni, quando nel marzo del 1936 la sua salute peggiorò a tal punto da essere costretto a tornare in Francia per le cure mediche necessarie. Sbarcato a Marsiglia il 29 maggio, fu portato in ospedale, dove morì il 4 giugno all'età di 62 anni.

## Genealogia episcopale
La genealogia episcopale è:
- Cardinale Scipione Rebiba
- Cardinale Giulio Antonio Santori
- Cardinale Girolamo Bernerio, O.P.
- Arcivescovo Galeazzo Sanvitale
- Cardinale Ludovico Ludovisi
- Cardinale Luigi Caetani
- Cardinale Ulderico Carpegna
- Cardinale Paluzzo Paluzzi Altieri degli Albertoni
- Papa Benedetto XIII
- Papa Benedetto XIV
- Papa Clemente XIII
- Cardinale Marcantonio Colonna
- Cardinale Giacinto Sigismondo Gerdil, B.
- Cardinale Giulio Maria della Somaglia
- Cardinale Carlo Odescalchi, S.I.
- Vescovo Eugène de Mazenod, O.M.I.
- Cardinale Joseph Hippolyte Guibert, O.M.I.
- Cardinale François-Marie-Benjamin Richard de la Vergne
- Vescovo Marie-Prosper-Adolphe de Bonfils
- Cardinale Louis-Ernest Dubois
- Arcivescovo Victor Colomban Dreyer, O.F.M.
- Vescovo Alexandre-Paul-Marie Chabanon, M.E.P.